# Glennys Ramona Rosario De la Cruz
Glennys Ramona Rosario De la Cruz (nacida el 22 de octubre de 1990 en Santo Domingo, República Dominicana) es una licenciada en comunicación social, empresaria dominicana y cofundadora de iBAN Online, una fintech que gestiona créditos en línea República Dominicana y México.

## Biografía
Estudio en la Universidad Católica de Santo Domingo, en República Dominicana.
Es apasionada de los negocios y desde muy joven destaca su interés por el arte y la creatividad.
En el año 2008 inició su carrera profesional con 18 años, trabajando para empresas locales e internacionales dedicadas a la importación y venta al por mayor de productos de medicina natural y equipos tecnológicos. También trabajó para una cadena turística mundial. En estas empresas desarrolló sus conocimientos en administración, atención al cliente, ventas B2C y B2B, gestión de equipos, cadenas de distribución y marketing digital.
En 2016, a la edad de 25 años, Rosario De la Cruz cofundó iBAN Online en la República Dominicana.
En 2018 iBAN Online participó en la asamblea constitutiva como miembro fundador de la Asociación Dominicana de Fintech (ADOFINTECH).
En 2020, con el estallido de la pandemia de Covid-19, iBAN Online República Dominicana y México lanzaron una promoción de compromiso social en la que la empresa ofrecía prórrogas para apoyar a los emprendedores.